# Paulipalpus zentae
Paulipalpus zentae là một loài ruồi trong họ Tachinidae.